# 格蕾塔·切凱蒂
格蕾塔·切凱蒂（義大利語：Greta Cecchetti，1989年3月24日—）是一名出生於義大利伦巴第大区的壘球選手，司職投手，目前效力於A1聯賽博拉泰。她曾隨隊參加2007年、2015年、2019年、2021年歐洲女子壘球錦標賽，結果獲得金牌。她的堂妹艾麗莎·切凱蒂也是壘球運動員。

## 外部連結
- 格蕾塔·切凱蒂的X（前Twitter）
- 格蕾塔·切凱蒂的Instagram帳戶